# Умершие в апреле 2015 года
Это список известных людей, соответствующих установленным критериям значимости (см. Википедия:Критерии значимости персоналий), умерших в апреле 2015 года.
Причина смерти указывается лишь в исключительных случаях (убийство, самоубийство, гибель в результате военных действий, смертная казнь, ДТП или несчастные случаи). В остальных случаях — не указывается.

### 30 апреля
- Будстрём, Леннарт (87) — шведский государственный деятель, министр иностранных дел Швеции (1982—1985)[1].
- Голдман, Стивен[англ.] (53) — канадский режиссёр[2][3].
- Кадохов, Валерий Тотрадзович (70) — российский государственный деятель, член Совета Федерации от Северной Осетии (2000—2012)[4].
- Кинг, Бен (76) — американский певец[5].
- Крапивин, Юрий Васильевич (68) — российский государственный деятель, руководитель Федеральной службы охраны Российской Федерации (1995—2000), генерал-полковник[6].
- Мертенс, Грегори (24) — бельгийский футболист[7].
- Паташу (96) — французская певица и актриса («Приключения Феликса», «Бельфегор — призрак Лувра»)[8][9].
- Семисынов, Олег Александрович (48)[значимость?] — российский актёр театра (МХАТ имени Горького, «Галактика») и кино («Слуга государев», «Жаркий лёд», «Бумер»)[10].
- Терри, Найджел (69) — британский актёр («Лев зимой», «Экскалибур», «Эдуард II»)[11].
- Туровцев, Виктор Иванович (90) — советский хозяйственный, государственный и политический деятель.
- Хачатрян, Лейли Вагинаковна (84) — советская и армянская театральная актриса, артистка Ереванского государственного академического русского драматического театра им. К. С. Станиславского (с 1956 года), народная артистка Республики Армения (2004)[12].
- Шарин, Николай Иванович (84)[значимость?] — советский государственный деятель, министр просвещения Якутской АССР (1962—1981), заслуженный учитель школы РСФСР[13].
- Шмакова, Никлания Петровна (86) — советская актриса, артистка Севастопольского академического русского драматического театра им. А. В. Луначарского (1967—1989) и кино («Проводим эксперимент»), заслуженная артистка Удмуртской АССР[14].

### 29 апреля
- Амега, Атсу Коффи (83) — тоголезский дипломат и государственный деятель, министр иностранных дел Того (1984—1987)[15].
- Канестри, Джованни (96) — итальянский кардинал, Архиепископ Генуи (1987—1995)[16].
- Милитосян, Вардан Ишханович (64) — советский и армянский штангист и тренер, серебряный призёр летних Олимпийских игр в Монреале (1976), пятикратный обладатель мирового рекорда, заслуженный мастер спорта СССР (1976)[17].
- Мишлен, Франсуа (88) — французский бизнесмен, генеральный директор Michelin (1955—1999), внук основателя компании Эдуара Мишлена[18].
- Пит, Кэлвин (71) — американский гольфист[19].
- Рогов, Евгений Фёдорович (83) — советский и российский дипломат, Чрезвычайный и Полномочный Посол в Папуа — Новой Гвинее (1989—1993)[20].
- Сенатор, Рональд[англ.] (89) — британский композитор[21].
- Уокер, Дэн[англ.] (92) — американский политический деятель, губернатор Иллинойса (1973—1977)[22].

### 28 апреля
- Абужамра, Антониу (82) — бразильский актёр и режиссёр («Воздушные замки», «Земля любви», «Талисман»)[23].
- Бердышев, Анатолий Васильевич (68) — советский артист балета, солист Новосибирского театра оперы и балета (1966—1990), народный артист РСФСР (1976)[24].
- Гофман, Иосиф Давидович (89) — советский военный, полковник, последний в мире живой участник Нюрнбергского процесса[25].
- Запорожцева, Лидия Григорьевна (78) — советская и украинская артистка оперетты, артистка Одесского театра музыкальной комедии и Киевского государственного театра оперетты (1963—1985), заслуженная артистка Украинской ССР, вдова актёра Дмитрия Шевцова[26].
- Камихель, Дури[нем.] (32) — швейцарский хоккеист, нападающий («Цуга», «Рапперсвиль-Йона Лейкерс»), национальной сборной Швейцарии[27].
- Осаки, Ёсихико (76) — японский пловец, серебряный призёр летних Олимпийских игр в Токио (1960)[28].
- Фере, Рене (69) — французский актёр, сценарист, режиссёр и продюсер, участник в качестве режиссёра в основном конкурсе Каннского фестиваля (1977) («Торжественное причастие»)[29]
- Шукенов, Батырхан Камалович (52) — советский, казахстанский и российский эстрадный певец и музыкант, композитор, актёр, продюсер, солист группы «А’Студио» (1987—2000); инфаркт[30].

### 27 апреля
- Ас-Самераи, Шаит (?) — министр обороны группировки ИГ; убит[31].
- Ганье, Верн (89) — американский борец, многократный чемпион мира по реслингу[32].
- Илай, Джек[англ.] (71) — американский музыкант, основатель группы The Kingsmen, автор песни Louie Louie[33].
- Кроу, Сюзанн (52) — американская актриса[34].
- Лесни, Эндрю (59) — австралийский кинооператор (трилогии «Властелин колец» и «Хоббит»), лауреат премии «Оскар» (2002) («Властелин колец: Братство Кольца»)[35].
- Рич, Александр (90) — американский учёный, специалист в области изучения и структуры биополимеров, иностранный член РАН (1994)[36].
- Фуллмер, Джин (83) — американский профессиональный боксёр, чемпион мира (1957, 1959—1962)[37].

### 26 апреля
- Божидарник, Виктор Владимирович (70) — советский и украинский деятель образования, ректор Луцкого национального технического университета (с 1977)[38].
- Гатауллин, Наиль Гайнатович (86) — советский и российский хирург, действительный член Академии наук Республики Башкортостан (1995)[39].
- Гонюх, Давид Абрамович (69) — советский и российский инженер-конструктор, джазовый музыкант[40].
- Заяц, Михаил Степанович[укр.] (87) — советский и украинский художник и художник-постановщик кино[41].
- Иноземцев, Василий Алексеевич (71)[значимость?] — советский и российский физик и преподаватель, профессор, заведующий кафедрой теоретической физики Брянского государственного университета имени академика И. Г. Петровского (1979—2005)[42].
- Медоуз, Джейн (95) — американская актриса, вдова Стива Аллена[43].
- Проново, Марсель (84) — канадский хоккеист, защитник («Детройт Ред Уингз», «Торонто Мэйпл Лифс»), обладатель Кубка Стэнли (1950, 1952, 1954, 1955, 1967)[44].

### 25 апреля
- Борисихин, Юрий Сергеевич (71) — советский и российский путешественник, журналист и общественный деятель[45].
- Буцко, Юрий Маркович (76) — советский и российский композитор и педагог[46].
- Галлетти, Паоло (78) — итальянский пловец, двукратный призер чемпионата Европы по водным видам спорта в Будапеште (1958)[47].
- Гледик, Иржи (86) — чехословацкий футболист, защитник сборной Чехословакии (1953—1962)[48].
- Ковенская, Этель Львовна (87) — советская и израильская актриса[49].
- Манкевич, Дон (93) — американский сценарист, номинант на премию «Оскар» (1959) («Я хочу жить!»)[50].
- Путин, Геннадий Фёдорович (68) — советский и российский физик и преподаватель, доктор физико-математических наук, профессор, заведующий кафедрой общей физики Пермского государственного университета, автор свыше 150 научных работ[51].
- Стюарт, Кристина (74) — канадский государственный деятель, министр по делам окружающей среды (1997—1999)[52].
- Хаёев, Изатулло Изатуллоевич (78) — советский и таджикский государственный деятель, председатель Совета Министров Таджикской ССР (1986—1990), премьер-министр Таджикистана (1991—1992)[53].

### 24 апреля
- Акуваев, Эдуард Измайлович (70) - советский, российский и израильский художник[54].
- Бартошевский, Владислав (93) — польский историк, публицист, дипломат, государственный деятель, министр иностранных дел Польши (1995, 2000—2001)[55].
- Бирч, Кен (81) — британский футболист, обладатель Кубка Уэльса по футболу (1962)[56].
- Газали, Рустум (61) — сирийский деятель спецслужб и военачальник[57].
- Кемцуров, Муслимбек Гаджиевич (61) — советский и российский дагестанский актёр театра и кино, театральный режиссёр, артист Даргинского музыкально-драматического театра им. О. Батырая (с 1977 года), заслуженный артист Российской Федерации (2014)[58].
- Кречмер, Хорст-Петер[нем.] (59) — немецкий хоккеист[59].
- Нинаус, Герберт (78) — австрийский футболист, участник чемпионата мира (1958)[60].
- Пас, Клаудия (95) — чилийская актриса[61].
- Петров, Алексей Иванович (93) — участник Великой Отечественной войны, командир взвода 486-го стрелкового полка 177-й стрелковой дивизии 23-й армии Ленинградского фронта, Герой Советского Союза (1945)[62].
- Теппер, Сид (96) — американский автор песен, автор хитов Элвиса Пресли и Фрэнка Синатры[63].
- Эдвард Дуглас Кук (78) — британский аристократ, граф Лестер (1994—2015)[64].

### 23 апреля
- Картер, Филип[англ.] (87) — британский спортивный функционер, президент футбольного клуба «Эвертон» (1978—1991, 1998—2004, с 2008 года)[65].
- Клекацкий, Ханс (94) — австрийский юрист и государственный деятель, министр юстиции Австрии (1966—1970)[66].
- Корлисс, Ричард (71) — американский кинокритик, сотрудник журнала «Time» (с 1980 года)[67].
- Лилиенстайн, Лоис (78) — канадская актриса и певица (Sharon, Lois & Bram); рак[68].
- Низамутдинов, Шахбоз (68) — советский и узбекский музыкант и певец, один из основателей группы «Ялла», заслуженный артист Узбекской ССР[69].
- Нолен, Пьер Клод (64) — канадский государственный деятель, председатель Сената (с 2014 года); рак[70].
- Свитен, Сойер (19) — американский киноактёр; самоубийство[71].
- Слепак, Владимир Семёнович (87) — советский диссидент и «отказник», член Московской Хельсинкской группы[72].
- Харшав (Хрушовский), Беньямин (Бенджамин) (86) — израильский и американский филолог, литературовед, переводчик и поэт (иврит, идиш), профессор[73].

### 22 апреля
- Абрамс, Мейер Говард (102) — американский историк и теоретик литературы, специалист по исследованию английского романтизма[74].
- Андреев, Валентин Иванович (75) — советский и российский педагог, профессор Казанского (Приволжского) федерального университета, действительный член Российской академии образования (2007), заслуженный деятель науки Российской Федерации (2002)[75].
- Баранов, Константин Викторович (49) — российский государственный деятель, и. о. городского головы Калуги (с 2013 года)[76].
- Венгеров, Геннадий Аронович (55) — советский, немецкий и российский актёр театра и кино, диктор; рак лёгких[77].
- Коган, Яков Гарриевич (61) — советский и израильский бард[78].

### 21 апреля
- Багров, Николай Васильевич (77) — советский и украинский географ, государственный и политический деятель, депутат Верховной рады Украины I созыва (1990—1994), Председатель Верховного Совета Автономной Республики Крым (1991—1994), Герой Украины (2007), академик НАН Украины (2010)[79].
- Бурмакин, Эдуард Владимирович (86) — советский и российский писатель и философ, профессор Национального исследовательского Томского государственного университета, заслуженный работник культуры РСФСР (1985), почётный работник высшего профессионального образования Российской Федерации (1998)[80][неавторитетный источник].
- Ишин, Александр Владимирович (73) — советский и российский живописец, народный художник Российской Федерации (2011)[81].
- Конрад, Ференц (70) — венгерский ватерполист, чемпион летних Олимпийских игр в Монреале (1976), двукратный призёр Олимпийских игр[82].
- Михалёв, Сергей Михайлович (67) — советский и российский хоккеист и тренер, заслуженный тренер РСФСР (1987); ДТП[83].
- Мошеу, Джон (49) — южноафриканский футболист, обладатель Кубка африканских наций (1996), участник чемпионата мира (1998)[84].
- Патнаик, Джанаки (88) — индийский государственный деятель, главный министр штата Орисса (1980—1989, 1995—1999), губернатор штата Ассам (2009—2014)[85].
- Рэдли-Уолтерс, Сидней Валпи (95) — канадский офицер, мастер танкового боя в годы Второй мировой войны[86].
- Спиридонов, Виктор Алексеевич (77) — советский футболист, защитник клуба «Зенит» (1962—1967), мастер спорта СССР (1959)[87].
- Сураков, Сергей Анатольевич (55) — советский и российский театральный актёр, артист Московского музыкально-драматического цыганского театра «Ромэн» (с 1982 года), заслуженный артист Российской Федерации (2001), сын актрисы Ляли Бобровой [kino-teatr.ru/teatr/acter/m/ros/384911/bio/].
- Худойназаров, Бахтиёр Бабаджанович (49) — советский и российский кинорежиссёр, продюсер[88].
- Чукреев, Ванцетти Иванович (87) — советский и российский писатель[89].
- Эйлат, Гидеон (91) — израильский военный и общественный деятель, один из командиров Пальмаха, один из организаторов гражданских отрядов в полиции Израиля, один из основателей кибуца «Бейт-Альфа»[90].

### 20 апреля
- Антони, Ришар (77) — французский певец[91].
- Беляева, Элеонора Валериановна (79) — советский и российский музыкальный редактор, ведущая программы «Музыкальный киоск» (1961—1993), заслуженная артистка РСФСР (1982)[92].
- Измайлова, Нина Николаевна (68)[значимость?] — советская и российская художница и поэтесса[93].
- Калонджи, Альбер (85) — конголезский государственный деятель, глава самопровозглашённого государства Южное Касаи (1960—1961)[94].
- Ким, Мириман Дмитриевич (79) — советский и узбекистанский футбольный тренер, главный тренер женской футбольной команды «Андижанка», заслуженный тренер СССР[95].
- Кунья, Клаудио[порт.] (68) — бразильский актёр, режиссёр, сценарист, художник кино и продюсер[96].
- Лихтенштейн, Аарон (81) — израильский раввин, один из лидеров современного религиозного сионистского движения, специалист по галахе, лауреат Премии Израиля (2014)[97].
- Матыяшкевич, Ян[пол.] (85) — польский актёр театра и кино[98].
- Мортон, Фредерик (90) — американский писатель[99].
- Назаров, Валентин Фёдорович (82) — советский и российский архитектор-градостроитель, народный архитектор Российской Федерации (2004)[100].
- Никитин, Василий Афанасьевич (89) — участник Великой Отечественной войны, командир орудия танка 47-й гвардейской танковой бригады гвардии старший сержант, Герой Советского Союза (1945)[101].
- Орешина, Нонна Николаевна (81) — советская и российская писательница и журналист[102].
- Пиреш де Миранда, Педру (86) — португальский государственный деятель, министр иностранных дел Португалии (1985—1987)[103].
- Трусь, Михаил Захарович (96) — бригадир тракторной бригады колхоза «Заря коммунизма» Тростянецкого района Винницкой области, Герой Социалистического Труда (1966)[104].
- Хауэлл, Питер (96) — британский актёр («Страна теней»)[105][106].
- Эль-Шазли, Хассан (71) — египетский футболист, лучший бомбардир чемпионата Египта по футболу (176 голов)[107].
- Ястребов, Сергей Николаевич (58) — российский тренер по подводному спорту, заслуженный тренер России[108].

### 19 апреля
- Баулина, Антонина Николаевна (88) — советская и российская театральная актриса, артистка Чувашского государственного русского драматического театра (1959—2009), народная артистка Чувашской АССР (1980)[109].
- Дмуховский, Мечислав Иосифович (55) — советский и российский журналист, первый заместитель главного редактора газеты «Собеседник»[110].
- Карр, Реймонд (96) — британский историк[111].
- Кебеков, Алиасхаб Алибулатович (43) — деятель бандподполья, главарь подпольной террористической организации Имарат Кавказ; убит[112]
- Макей, Сандра (77) — американская писательница[113].
- Маккейб, Том (60) — британский политик, министр финансов Шотландии (2004—2007)[114].
- Мейсон, Рой (91) — британский государственный деятель, министр обороны Великобритании (1974—1976)[115].
- Салихов, Магомед Салихович (77)[значимость?] — директор совхоза «Октябрьский» Ферзиковского района Калужской области (1983—2006), заслуженный работник сельского хозяйства Российской Федерации (1993)[116].
- Сущеня, Леонид Михайлович (85) — советский и белорусский зоолог и гидробиолог, академик (1988) и президент (1992—1997) Национальной академии наук Беларуси, академик РАН (1991; академик АН СССР с 1990)[117].
- Тоафф, Элио (99) — главный раввин Рима (1951—2002), участник Второй мировой войны[118].
- Фокс, Уильям Прайс (89) — американский писатель[119].

### 18 апреля
- Алекберов, Наби Фуатович (29)[значимость?] — российский спортивный журналист; ДТП[120].
- Бейли, Кристофер (69) — британский историк[121].
- Блок, Александр Иванович (59) — советский и российский актёр театра и кино, артист Санкт-Петербургского академического театра имени Ленсовета (с 1985 года) и Театрального центра на Коломенской (с 2009 года), заслуженный артист Российской Федерации (2003)[122].
- Вальднер, Эрвин (82) — немецкий футболист, обладатель Кубка Германии по футболу (1953/1954, 1957/1958) в составе «Штутгарта»[123].
- Владимирский, Леонид Викторович (94) — советский и российский художник-иллюстратор[124].
- Духкан, Ахмед (84—85) — иорданский государственный деятель адыгского происхождения, министр сельского хозяйства (1985—1986), министр транспорта (1986—1988), министр водного хозяйства и мелиорации (1988—1989)[125].

### 17 апреля
- Альтиссимо, Ренато (74) — итальянский государственный деятель, министр здравоохранения (1979—1980, 1981—1983) и министр промышленности и торговли Италии (1983—1986)[126].
- Гагу, Мариану (66) — португальский физик и государственный деятель, министр науки и технологии (1995—2002), министр науки, технологии и высшего образования (2005—2011)[127].
- Голик, Ярослав (72) — чехословацкий хоккеист, бронзовый призёр зимних Олимпийских игр в Саппоро (1972), чемпион мира (1972)[128].
- Джордж, Фрэнсис Юджин (78) — американский кардинал Римско-католической церкви, архиепископ Чикаго (1997—2014)[129].
- Игнасио, Гари (49) — филиппинский рок-певец; рак[130].
- Кегеян, Арутюн Левонович (85) — советский футболист и тренер («Спартак» Ереван)[131].
- Коршунов, Виктор Иванович (85) — советский и российский актёр театра и кино, театральный режиссёр и педагог, артист Малого театра (с 1952 года), народный артист СССР (1984)[132].
- Куэйл, Дэн (84) — американский журналист, основатель и первый президент National Public Radio (1970—1973)[133].
- Миришли, Рамиз Агиль оглы (81) — советский и азербайджанский композитор, профессор Бакинской музыкальной академии, народный артист Азербайджанской ССР (1990)[134].
- Престин, Владимир Михайлович (80) — советский диссидент, деятель движения отказников советского периода[135].
- Солдатов, Валентин Васильевич (88) — советский дипломат, Чрезвычайный и Полномочный Посол в Республике Заир (1986—1988)[136].
- Шеклтон, Кит (92) — британский художник[137]

### 16 апреля
- Бамус, Дрисс (72) — марокканский футболист[138].
- Белоусов, Валерий Константинович (66) — советский хоккеист, советский и российский тренер; сердечно-лёгочная недостаточность[139].
- Бузина, Олесь Алексеевич (45) — украинский писатель, журналист и телеведущий; убийство[140].
- Гриффин, Роберт[англ.] (91) — американский политический деятель, сенатор США от Республиканской партии (1966—1978)[141].
- Гросс, Станислав (45) — чешский государственный деятель, премьер-министр Чешской Республики (2004—2005); боковой амиотрофический склероз[142].
- Крылов, Борис Николаевич (81) — начальник научно-исследовательского испытательного центра ГИЦИУ КС (1982—1992), заслуженный специалист Вооружённых Сил СССР (1990), лауреат Государственной премии СССР (1975), генерал-майор в отставке[143].
- Логвиненко, Евгений Владимирович (66) — советский футболист, защитник клуба «Черноморец» (1974—1980), бронзовый призёр чемпионата СССР (1974), мастер спорта СССР (1974)[144].
- Мендис, Нимал (81) — шри-ланкийский певец и автор песен[145].
- Осипов, Василий Борисович (74)[значимость?] — советский и российский математик, просветитель, доцент кафедры математического факультета Дальневосточного федерального университета, почётный работник высшего профессионального образования Российской Федерации[146].

### 15 апреля
- Аикава, Кинья (80) — японский актёр[147].
- Ардзинба, Заур Джотович (64) — абхазский предприниматель и общественный деятель, кандидат в президенты Республики Абхазия на выборах 2009 года[148].
- Асауляк, Лев Владимирович (79) — советский артист балета, солист Пермского академического театра оперы и балета им. П. И. Чайковского (1956—1977), заслуженный артист РСФСР (1965)[149].
- Байковский, Ефим Ицкович (87) — советский и российский актёр театра и кино, народный артист Российской Федерации (2001)[150].
- Виноградов Юрий Александрович (88) — советский и российский писатель и военный журналист, главный редактор журнала «Советский воин» (1982—1987), лауреат Государственной премии имени Маршала Советского Союза Г. К. Жукова (2010)[151].
- Вольде, Гунилла (75) — шведская детская писательница[152].
- Жоголь, Людмила Евгеньевна (84) — советская и украинская художница и педагог, народный художник Украины (1994)[153].
- Калашников, Олег Иванович (52) — украинский политический деятель, депутат Верховной рады Украины V созыва (2006—2007) от «Партии регионов»; убит[154].
- Колесников, Алексей Васильевич (94) — советский военный, подполковник, участник Великой Отечественной войны, Герой Советского Союза (1944)[155].
- Кромби, Джонатан (48) — канадский актёр[156].
- Курнаков, Георгий Дмитриевич (90) — советский партийный и государственный деятель, первый секретарь Ульяновского горкома КПСС (1965—1966)[157].
- Майстерман, Семён Аронович (83) — советский и российский фотохудожник и фотожурналист, заслуженный работник культуры Российской Федерации (1997), лауреат премии Союза журналистов и Гильдии профессиональных фотографов России «Золотой глаз России»[158].
- Мартыненко, Владислав Тимофеевич (74) — советский и российский специалист в области систем ракетного вооружения флота, начальник 28-го Центрального НИИ вооружения ВМФ (1991—1996), профессор, контр-адмирал [источник не указан 3763 дня].
- Надсон, Александр (88) — священник Белорусской грекокатолической церкви, апостольский визитатор для белорусов-грекокатоликов эмиграции[159].
- Овсянкин, Пётр Максимович (89) — советский военный, участник Великой Отечественной войны, полный кавалер ордена Славы[160].
- Содаль, Владимир Ильич (78) — советский и белорусский писатель, литературовед[161].
- Стороженко, Николай Андреевич (86) — советский и украинский художник, член Национальной академии искусств Украины, народный художник Украины (1997), лауреат Государственной премии УССР имени Т. Г. Шевченко (1988)[162].
- Страук, Барбара (63) — американская писательница и журналист, лауреат Пулитцеровской премии (1992)[163].
- Сурья Бахадур Тхапа (87) — непальский государственный деятель, премьер-министр Непала (1963—1964, 1965—1969, 1979—1983, 1997—1998, 2003—2004)[164].
- Тодорова, Генриетта (82) — болгарский археолог, профессор[165].
- Шпотов, Борис Михайлович  (67) — советский и российский историк-американист, доктор исторических наук, профессор, главный научный сотрудник Центра североамериканских исследований Института всеобщей истории РАН (ИВИ РАН)[166].

### 14 апреля
- Бангертер, Норман (82) — американский государственный деятель, губернатор Юты (1985—1993)[167].
- Беднарц, Клаус (72) — немецкий журналист и писатель[168].
- Валуцкий, Владимир Иванович (78) — советский и российский киносценарист, заслуженный деятель искусств РСФСР (1987)[169].
- Гэлбрайт, Шелдон (92) — канадский тренер по фигурному катанию, тренер Франсис Дефо, Норриса Боудена, Барбары Энн Скотт, Барбары Вагнер, Роберта Пола и Дональда Джексона[170].
- Канту, Хомаро (38) — американский повар, новатор в области молекулярной кухни; самоубийство[171].
- Кодзима, Ко (87) — японский мангака, автор самого длинного комикса одного автора Sennin Buraku[172].
- Купцов, Владимир Иванович (78) — советский и российский философ, профессор МГУ имени М. В. Ломоносова, действительный член Российской академии образования (1993; действительный член АПН СССР с 1990), отличник народного просвещения[173].
- Рахнема, Маджид (91) — иранский государственный деятель и дипломат, министр науки и высшего образования (1967—1971), представитель Ирана в ООН (1957—1971)[174].
- Ридс, Марк (55) — канадский хоккеист («Сент-Луис Блюз», «Хартфорд Уэйлерс») и хоккейный тренер («Оттава Сенаторз»); рак[175].
- Розен, Меир[англ.] (84) — израильский дипломат, посол Израиля во Франции (1979—1983) и в США (1983—1987)[176].
- Розье, Кевин (53) — американский кикбоксер, трёхкратный чемпион мира[177].
- Следж, Перси (74) — американский певец в стиле соул[178].
- Саранг, Вилас (73) — индийский писатель[179],
- Туччи, Роберто (93) — итальянский кардинал, генеральный директор Ватиканского Радио (1973—1985)[180].
- Шантек, Иван (82) — югославский футболист, серебряный призёр Олимпийских игр (1956), участник чемпионата мира (1958)[181].
- Шлезингер, Натан Борисович (77) — советский и американский фотограф, американский продюсер[182].
- Шюц, Арнольд (80) — западногерманский футболист («Вердер»), чемпион ФРГ (1965)[183].

### 13 апреля
- Абу Мария (?)[значимость?] — один из лидеров исламистской террористической организации ИГ; убит[184].
- Архипович, Анатолий Аврамович (89) — советский и украинский морфолог.
- Боснич, Брайс (78) — австралийский химик-неорганик.
- Галеано, Эдуардо (74) — уругвайский журналист, писатель и левый политический деятель; рак лёгких[185].
- Гордон, Клер (74) — британская актриса[186].
- Грасс, Гюнтер (87) — немецкий писатель, скульптор, художник, график, лауреат Нобелевской премии по литературе (1999)[187].
- Гулачи, Мария (73) — венгерская фехтовальщица, серебряный призёр летних Олимпийских игр в Мехико (1968)[188].
- Койн-Лонг, Тельма (96) — австралийская теннисистка, многократная победительница чемпионата Австралии (1936—1958)[189].
- Кэрролл, Ронни (80) — британский певец, дважды представлявший Великобританию на конкурсе песни Евровидение (1962, 1963)[190].
- Мохамед Наим Даипи (64) — сингапурский педагог и писатель, автор произведений на малайском языке[191].
- Сухобок, Сергей Анатольевич (50) — украинский журналист; убийство[192].
- Тримпл, Херб (75) — американский художник комиксов и писатель, один из создателей супергероя Marvel Comics Росомахи[193].

### 12 апреля
- Домингес, Патрис (65) — французский теннисист, член сборной Франции по теннису в Кубке Дэвиса (1971—1979)[194].
- Кузнецова, Ариадна Ивановна (83) — советский и российский лингвист, специалист по общей и русской морфологии, финно-угорским и самодийским языкам, доктор филологических наук, профессор[195].
- Мба Обаме, Андре (57) — габонский государственный деятель, министр внутренних дел (2006—2009)[196].
- Нашпиц, Марк Хаимович (67) — советский диссидент, участник борьбы за права советских евреев, узник Сиона, израильский общественный деятель[197].
- Аль-Рубаиш, Ибрагим (35) — саудовский террорист, духовный лидер (муфтий) группировки «Аль-Каида» на Аравийском полуострове; убит[198].
- Рутберг, Филипп Григорьевич (83) — советский и российский электрофизик, академик Российской академии наук (2000), лауреат Государственной премии СССР (1982) и Государственной премии Российской Федерации (2003)[199].
- Толопко, Анатолий Алексеевич (66)[значимость?] — советский и российский театральный деятель, режиссёр, главный редактор газеты «Новый мир» (1998—2000), заслуженный работник культуры Российской Федерации (1999)[200].
- Циюха, Йоже[англ.] (90) — словенский художник[201].
- Эйк, Альфред (99) — немецкий офицер-подводник, капитан-лейтенант, кавалер Рыцарского креста Железного креста (1944)[202].

### 11 апреля
- Афанасьев, Евгений Васильевич (63) — советский и российский физик, доктор технических наук, профессор БГТУ «Военмех» им. Д. Ф. Устинова (2004—2012), осуждённый за госизмену[203].
- Григорян, Самвел Самвелович (85) — советский и российский учёный в области механики, директор Института механики МГУ (1992—2000), академик РАН (2000)[204].
- Китцингер, Шейла (86) — британский гинеколог и общественный деятель[205].
- Мархасин, Владимир Семёнович (73) — советский и российский биофизик и физиолог, член-корреспондент РАН (2003), заслуженный деятель науки Российской Федерации (1995)[206].
- Масперо, Франсуа (83) — французский писатель, журналист и переводчик[207].
- Платонов, Валерий Михайлович (67) — советский и российский машиностроитель и организатор производства, генеральный директор ООО «Челябинский тракторный завод — Уралтрак» (1998—2011), заслуженный машиностроитель Российской Федерации (2007)[208].
- Тестерман, Кайл (80) — американский государственный деятель, мэр Ноксвилла (1972—1975, 1984—1987)[209].
- Толордава, Котэ (35) — грузинский актёр театра и кино, телеведущий (о смерти стало известно в этот день)[210].
- Фомиченко, Константин Ефимович (88) — советский государственный и партийный деятель, дипломат, Чрезвычайный и Полномочный Посол СССР в Эфиопии (1981—1985), в Монгольской Народной Республике (1985—1988)[211].
- Фрейда, Нико (87) — нидерландский психолог, разработавший общую теорию эмоций[212].

### 10 апреля
- Долгушин, Владимир Леонидович (71) — советский и российский художник[213].
- Кастро, Рауль Эктор (98) — американский политический деятель и дипломат, губернатор штата Аризона (1975—1977)[214].
- Маккормак, Кит (74) — американский певец и автор песен[215].
- Малина, Джудит (88) — американская актриса кино и театра, режиссёр, сценарист[216].
- Пужэнь (96) — брат последнего китайского императора Пу И[217].
- Рогомбе, Роза Франсина (72) — габонский государственный деятель, исполняющая обязанности Президента Габона (2009)[218].
- Трейси, Рей (68) — ирландский футболист, обладатель Кубка Ирландии по футболу (1978)[219].
- Уолш, Питер (80) — австралийский государственный деятель, министр финансов (1984—1990)[220].
- Шипенко, Александр Николаевич (56) — советский гандболист, чемпион мира (1982), заслуженный мастер спорта СССР[221].
- Элмонд, Пол (83) — американский режиссёр и сценарист[222].

### 9 апреля
- Далгарно, Александр (87) — британский физик, профессор астрономии Гарвардского университета, «отец молекулярной астрофизики»[223].
- Дойг, Айван (75) — американский писатель[224].
- Ельчанинов, Владимир Васильевич (82) — советский и российский живописец, член-корреспондент Российской академии художеств, народный художник Российской Федерации (1995)[225].
- Жемчужин, Георгий Георгиевич (85) — советский и российский дирижёр, дирижёр Московского академического Музыкального театра им. Станиславского и Немировича-Данченко (с 1960 года), заслуженный деятель искусств РСФСР (1978)[226] Архивная копия от 16 апреля 2015 на Wayback Machine.
- Компанеец, Нина (77) — французская актриса, сценарист и режиссёр[227].
- Суховерко, Рогволд Васильевич (73) — советский и российский актёр театра и кино, артист Московского театра «Современник», заслуженный артист Российской Федерации (2002)[228].
- Тейлор, Тат (91) — американский музыкант, лауреат премии «Грэмми» (1995)[229].
- Харм, Рей (87) — американский художник[230].

### 8 апреля
- Алексеев, Сергей Петрович (64) — советский и российский организатор оборонной промышленности, президент ОАО «ГНИНГИ» (с 2012 года), лауреат премии Правительства Российской Федерации в области науки и техники (2001), заслуженный военный специалист Российской Федерации (1998), контр-адмирал[231].
- Бичкеи, Лукач (53) — венгерский актёр[232].
- Дзевалтовский, Александр Игнатьевич (62) — советский и российский фехтовальщик, судья республиканской категории по фехтованию, заслуженный тренер России[233].
- Кремьё-Брийак, Жан-Луи (98) — французский участник Движения Сопротивления, руководитель службы французской свободной радиопропаганды в Европе в годы Второй мировой войны, позднее историк[234].
- Лащенко, Сергей (27) — украинский спортсмен, чемпион Европы по тайскому боксу; убийство[235].
- Ронсон, Билли (58) — английский футболист[236].
- Рэу, Алексей Алексеевич (61) — молдавский поэт и ученый, директор Национальной библиотеки Молдовы (с 1992 года)[237].
- Ставик, Хильда (52) — норвежская легкоатлетка, серебряный призёр чемпионата мира по полумарафону (1994) в командном зачёте[238]..
- Тревин, Ион — американский писатель и издатель, литературный директор Букеровской премии (с 2006)[239].
- Тюркотт, Жан-Клод (78) — канадский кардинал, архиепископ Монреаля (1990—2012)[240].
- Фарзад, Мохаммад Омар (70) — афганский писатель и литературовед; ДТП[241].
- Фомичёва, Нина Наумовна (70) — советский и российский музыковед, лектор-музыковед и аккомпаниатор-концертмейстер Краснодарской филармонии им. Г. Ф. Пономаренко, заслуженная артистка Российской Федерации (2001)[242].
- Швеппенхаузер, Герман (87) — немецкий философ[243].
- Шенкл, Джоэл (82) — американский легкоатлет, бронзовый призёр летних Олимпийских игр в Мельбурне (1956)[244].
- Эрали, Абрахам (80) — индийский писатель[245].

### 7 апреля
- аль-Уллум, Мохаммед Бахр (87) — иракский религиозный и государственный деятель, президент правительственного совета Ирака (2003, 2004)[246].
- Бакин, Дмитрий Геннадиевич (50) — русский писатель, лауреат премии «Антибукер» (1996)[247].
- Бурыгин, Денис Александрович (43)[значимость?] — российский предприниматель, директор ОАО АКБ «Стелла-Банк» (с 2000 года); убит[248].
- Бэбкок, Тим (95) — американский политик, губернатор Монтаны (1962—1969)[249].
- Гуськова, Ангелина Константиновна (91) — советский и российский радиолог, доктор медицинских наук, профессор, лауреат Ленинской премии (1963), заслуженный деятель науки РСФСР (1989), член-корреспондент РАМН (1986)[250].
- Даулетов, Абатбай Даулетович (72) — советский и узбекский филолог, академик Академии наук Республики Узбекистан (1995)[251].
- Дауд, Харри (76) — английский футболист, обладатель кубка Англии (1969) в составе «Манчестер Сити»[252].
- Дашдамиров, Афранд Фридун оглы (73) — советский и азербайджанский философ, академик НАНА[253].
- Жермен, Жан (67) — французский политик, мэр Тура (1995—2014)[254].
- Каплан, Дэвид (91) — канадский дирижёр и профессор музыки[255].
- Кардам (52) — наследный принц Болгарии[256].
- Кутлер, Стэнли (80) — американский историк[257].
- Лукас, Бетти (90) — австралийская актриса[258][259].
- Льюис, Джеффри (79) — американский актёр, отец актрисы и певицы Джульетт Льюис[260].
- Оуэн, Дики (88) — американский актёр[261].
- Пост, Ричард (96) — американский физик[262].
- Рудский, Валентин Григорьевич (88) — советский и российский краевед, фенолог и педагог, участник Великой Отечественной войны, заслуженный учитель школы РСФСР (1974), отец учёного Виктора Рудского[263].
- Смит, Дерек (87) — британский телепродюсер[264].
- Субботина, Зинаида Алексеевна (90) — советский педагог-новатор, учитель географии школы № 8 Кирово-Чепецка, народный учитель СССР (1979)[265].
- Факкуито, Юджин (90) — американский танцор и хореограф, создатель техники джазового экзерсиса[266].
- Фреберг, Стэн (88) — американский актёр[267].
- Хеньекане, Ричард (31) — южноафриканский футболист, нападающий сборной ЮАР (2009—2013)[268].

### 6 апреля
- Бауманис, Хардийс (47) — латвийский дипломат, Генеральный консул Латвийской Республики в Санкт-Петербурге (2004—2006), посол Латвии в Литве и Азербайджане[269].
- Берлингуэр, Джованни (90) — итальянский политик левого направления, депутат Европейского парламента (2004—2009), брат Энрико Берлингуэра[270].
- Бест, Джеймс (88) — американский актёр[271].
- Дайринг, Пол (73) — австралийский игрок в хоккей на траве, серебряный призёр летних Олимпийских игр в Мехико (1968), бронзовый призёр   летних Олимпийских игр в Токио (1964)[272].
- Делагг, Милтон (96) — американский композитор[273].
- Задоян, Давид Мнацаканович (66) — армянский государственный деятель, министр сельского хозяйства Армении (2002—2003)[274].
- Крайнович, Роберт Николаевич (74)[значимость?] — советский и российский театральный деятель, заместитель директора Воронежского театра оперы и балета, заслуженный работник культуры Российской Федерации (2006)[275].
- Лобкова, Лариса Петровна (91) — советская и российская пианистка, заслуженная артистка Литовской ССР (1982)[276].
- Мамедов, Арастун Сурхай оглы (92) — бригадир хлопководческой бригады, Герой Социалистического Труда (1973)[277].
- Михайлин, Владимир Иванович (?) — советский и российский театральный деятель, директор Ивановского областного театра кукол (1982—2006), заслуженный работник культуры Российской Федерации (1994)[278].
- Мищенко, Иван Максимович (89) — участник Великой Отечественной войны, капитан 1-го ранга, полный кавалер ордена Славы[279].
- Озолас, Ромуальдас (76) — литовский политический деятель и публицист, активист движения Саюдис, депутат Сейма Литовской Республики (1992—2000)[280].
- Прокопий (Георгантопулос) (83) — епископ Элладской православной церкви, (формально также Константинопольской православной церкви), митрополит Неа-Кринийский и Каламарийский[281].
- Романов, Андрей Николаевич (51) — советский и российский баянист, профессор Новосибирской консерватории, лауреат международных конкурсов[282].
- Сен-Лоран, Доллар (85) — канадский хоккеист («Монреаль Канадиенс», «Чикаго Блэкхокс»), пятикратный обладатель Кубка Стэнли[283].
- Уивер, Гертруда (116) — американская долгожительница, старейший верифицированный житель Земли[284].
- Уллиот, Дэвид (61) — английский профессиональный игрок в покер, победитель международных соревнований, обладатель Браслета Мировой серии покера; рак[285].
- Хаас, Уолтер — американский астроном[286].

### 5 апреля
- Бергманн, Барбара (87) — американский экономист, сооснователь и президент Международной ассоциации феминистской экономики (1999—2000)[287].
- Баймухамедов, Бауржан Исаевич (67) — советский и казахстанский футболист и тренер, главный тренер сборной Казахстана по футболу (1994)[288].
- Брандт, Фредерик (65) — американский косметолог, «король ботокса»; самоубийство[289].
- Ваенский, Фёдор Степанович (86) — советский хоккеист (хоккей с мячом), игрок команды «Водник», мастер спорта СССР, старейший спортсмен Архангельской области[290].
- Дайсарт, Ричард (86) — американский актёр («Закон Лос-Анджелеса»), лауреат премии «Эмми» (1992)[291].
- Касерес, Хуан Карлос (78) — аргентинский музыкант[292].
- Качановский, Пётр (72) — польский археолог, профессор, хабилитированный доктор, декан исторического факультета Ягеллонского университета (1999—2005)[293].
- Ковалёв, Павел (24) — латвийский легкоатлет[294].
- Кырыкбаев, Накен Койшиевич[исп.] (39) — казахстанский футболист и тренер[295].
- Мамедов, Нариман Габиб оглы (86) — советский и азербайджанский музыковед и композитор, профессор Бакинской музыкальной академии, народный артист Азербайджана (2005)[296].
- Матида, Акира (78) — японский государственный деятель, председатель Верховного суда Японии (2002—2006)[297].
- Прието, Клаудио (84) — испанский композитор[298].
- Смальто, Франческо (87) — итальянский модельер[299].
- Тайпе Мендоса, Филомена[исп.] (117) — перуанская долгожительница, один из старейших неверифицированных жителей Земли[300].
- Таулз, Том (65) — американский актёр[301].
- Уилсон, Джули (90) — американская актриса и певица[302].
- Чубаев, Михаил Михайлович (45) — российский актёр театра и кино («Кулагин и партнёры», «Деффчонки»)[303].

### 4 апреля
- Бальцар, Ярослав (62) — чехословацкий прыгун на лыжах с трамплина, участник зимних Олимпийских игр в Инсбруке (1976) (4-е место)[304].
- Баррето, Рамон (75) — уругвайский футбольный судья, судивший матчи двух чемпионатов мира (1974, 1978)[305].
- Джарджис, Джамалуддин (63) — малайзийский государственный деятель, министр науки, технологий и инноваций (2004—2008); авиакатастрофа[306].
- Лак, Элмер (97) — канадский хоккеист («Монреаль Канадиенс»), трёхкратный обладатель Кубка Стэнли (1944, 1946, 1953)[307].
- Левин, Дональд (83) — американский социолог[308].
- Льюис, Айра (82) — американский актёр и сценарист («Китайский кофе»)[309].
- Панасюк, Сергей Александрович (33) — украинский спортивный комментатор[310].
- Правдин, Александр Юрьевич (45—46) — российский тренер, главный тренер женской сборной Азербайджана по спортивной гимнастике (с 2014 года)[311].
- Рифбьерг, Клаус (83) — датский писатель, лауреат Литературной премии Северного Совета (1970)[312].
- Саймон, Лиза (64) — американский режиссёр и продюсер, лауреат дневной премии «Эмми» в номинации «Выдающаяся режиссура детского сериала» (2014) («Улица Сезам»)[313].
- Хаяйнен, Геннадий Андреевич (76) — советский спортсмен-конник, многократный чемпион СССР по конкуру и троеборью, мастер спорта СССР[314].
- Эллерингтон, Билл (91) — английский футболист[315].

### 3 апреля
- Бернс, Боб (64) — американский музыкант, ударник Lynyrd Skynyrd; ДТП[316].
- Вознер, Шмуэль (101) — израильский ортодоксальный раввин и специалист по иудейскому праву (Галахе)[317].
- Гнёдингер, Матиас (74) — швейцарский актёр[318].
- Дель Йерро, Педро[исп.] (66) — испанский дизайнер[319].
- Каяхан (66) — турецкий певец[320].
- Колесников, Владислав Григорьевич (89) — советский государственный деятель, министр электронной промышленности СССР (1985—1991), член-корреспондент Академии наук СССР (1984; с 1991 года — РАН), Герой Социалистического Труда (1975)[321].
- Кораблёв, Николай Александрович (68)[значимость?] — советский и российский историк, старший научный сотрудник сектора истории Института языка, литературы и истории Карельского научного центра РАН[322].
- Мовсесов, Аркадий Гургенович (64) — советский и белорусский тренер по гандболу, арбитр, педагог, заведующий кафедрой спортивных игр Белорусского государственного университета физической культуры, доцент, заслуженный тренер Белорусской ССР (1985)[323].
- Мурчич, Дарья Дмитриевна (84) — советская колхозница, рабочая, Герой Социалистического Труда (1949)[324].
- Натан, Вивиан (98) — американская актриса[325].
- Патацкас, Альгирдас (71) — советский диссидент и литовский политический деятель, депутат Сейма Литовской Республики (1992—2000, с 2012 года)[326].
- Портер, Эндрю (86) — британский музыкальный критик, органист и музыкальный администратор[327].
- Ритти, Роберт (92) — британский актёр[328].
- Сарабьянов, Владимир Дмитриевич (56) — советский и российский художник-реставратор, старший научный сотрудник Государственного института искусствознания (с 1997 года), заместитель генерального директора Межобластного научно-реставрационного художественного управления Министерства культуры Российской Федерации (с 2013 года), сын академика Дмитрия Сарабьянова[329].
- Чаплин, Борис Николаевич (83) — советский и российский дипломат, Чрезвычайный и Полномочный Посол СССР в Социалистической Республике Вьетнам (1974—1986), заместитель министра иностранных дел СССР (1986—1991)[330].

### 2 апреля
- Брюэль, Пер Вильгельм (100) — датский физик[331].
- Горрити, Рауль (58) — перуанский футболист, игрок национальной сборной, участник чемпионата мира по футболу (1978)[332].
- Кайзер, Роберт (84) — американский журналист и писатель[333].
- Кудрявцева, Наталья Сергеевна (36) — российская гимнастка, бронзовый призёр чемпионата мира по спортивной гимнастике в вольных упражнениях (1993), мастер спорта России международного класса[334].
- Кузнецов, Илья Игоревич (51) — российский автогонщик, участник ралли «Дакар», чемпион России (2013), обладатель Кубка Мира ФИА (2013)[335].
- Люкков, Филлье (80) — шведская актриса (о смерти объявлено в этот день)[336].
- Маркс, Деннис (66) — американский телепродюсер и музыкальный администратор, директор Английской национальной оперы[англ.] (1993—1997)[337].
- Оливейра, Мануэл де (106) — португальский кинорежиссёр[338].
- Савицкая, Ольга (83) — польская балерина и хореограф[339].
- Сакс, Дуг (79) — американский звукоинженер, четырёхкратный лауреат премии «Грэмми» (2004, 2005)[340].
- Сасс, Барбара (78) — польский режиссёр и сценарист, лауреат премии ФИПРЕССИ (1980, 1996)[341].
- Стеварт, Стив (60) — бельгийский политик, председатель Социалистической партии Фландрии (2003—2005), губернатор Лимбурга (2005—2009)[342].
- Шуллер, Роберт (88) — американский священник, основатель Хрустального собора в Гарден-Гров[343].

### 1 апреля
- Батлер, Билли[англ.] (69) — американский певец и автор песен, брат Джерри Батлера[344].
- Болл, Дейв[англ.] (65) — британский музыкант (Procol Harum)[345].
- Гречкин, Александр Степанович (72)[значимость?] — российский волгодонский велопутешественник; ДТП[346].
- Ильюченко, Николай Станиславович (47) — российский лыжник-паралимпиец, трёхкратный чемпион зимних Паралимпийских игр в Альбервиле (1992), чемпион зимних Паралимпийских игр в Солт-Лейк-Сити (2002)[347].
- Кираз, Мехмет Селим (?)[значимость?] — турецкий прокурор; погиб в результате теракта[348].
- Ковачич, Здравко-Чиро (89) — югославский ватерполист, серебряный призёр летних Олимпийских игр в Хельсинки (1952) и в Мельбурне (1956)[349].
- Леннон, Синтия (75) — первая жена музыканта Джона Леннона, автор мемуаров; рак[350].
- Лещиньский, Роберт[пол.] (48) — польский журналист, музыкальный критик и DJ[351].
- Мекшен, Светлана Васильевна (73) — советская и российская поэтесса[352].
- Окава, Мисао (117) — японская долгожительница, старейший житель Земли[353].
- Полякова, Нина Семёновна (87) — советская спортсменка по академической гребле, двукратная чемпионка Европы (1961, 1962)[354].
- Райня, Николае (81) — румынский футбольный арбитр, судивший матчи трёх чемпионатов мира (1974, 1978, 1982)[355].
- Рыльский, Лешек (96) — польский футболист, член исполкома УЕФА[356].
- Уокер, Роберт (54) — американский режиссёр-аниматор, номинант на премию «Оскар» (2004) («Братец медвежонок»); сердечный приступ[357].
- Хаммершмидт, Джон (92) — американский политический деятель, член Палаты представителей США (1967—1993)[358].
- Хириясулаев, Магомед Хириясулаевич (69)[значимость?] — российский дагестанский поэт, редактор детского журнала «Соколенок» на аварском языке[359][неавторитетный источник].